# Kristian Lindberg
Kristian Lindberg (født 14. februar 1994) er en dansk fodboldspiller, der pt. er klubløs.
Han spillede senest for Lyngby Boldklub.

## Klubkarriere

### FC Nordsjælland
Kristian Lindberg startede sin professionelle karriere i FC Nordsjælland, hvor han også havde spillet som ungdomsspiller siden sin 15 års fødselsdag, hvor han kom til FC Nordsjælland fra Hvidovre IF.
Han debuterede for klubben i efteråret 2012 i en pokalkamp mod FC Midtjylland, hvor han også scorede sin første mål.
Den 1. september 2014 bekræftede FC Nordsjælland, at de havde sendt Lindberg til Lyngby BK på en etårig lejeaftale.

### Atletico Baleares
I midten af august 2015 blev det offentliggjort, at Lindberg skiftede til Atletico Baleares, der huserede i den 3. bedste spanske række. Han skrev under på en toårig kontrakt.
Han fik dog ikke meget spilletid i Atletico Baleares, hvilket Lindberg begrundede i klubbens spillestil frem for sin egne kvaliteter, og samlet set havde han efter en enkelt sæson i klubben spillet ni ligakampe.

### FC Roskilde
Han skiftede i starten af september 2016 til FC Roskilde, hvor han skrev under på en etårig kontrakt. Det var dog i slutninge af oktober, at han fik sin spilletilladelse.

### Lyngby Boldklub (2018-2019)
Det blev den 3. juli 2018 offentliggjort, at Lindberg skiftede tilbage til Lyngby Boldklub, hvor han var på lejekontrakt fra 2014 til 2015. Han skrev under på en etårig kontrakt.
Han forlod klubben i sommeren 2019, da han ikke fik sin kontrakt forlænget.